# Andrew Baddeley

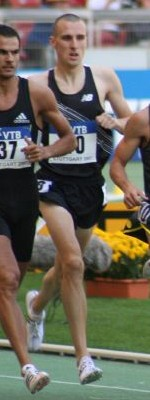
Andrew Baddeley (40)

Andrew Baddeley, född den 20 juni 1982 i Upton, är en brittisk friidrottare som tävlar i medeldistanslöpning.
Baddeley genombrott kom när han blev tvåa på 1 500 meter vid universiaden 2005. Under 2006 var han i final både vid Samväldesspelen (12:a) och vid EM i Göteborg (6:a). Han var även i final vid VM i Osaka där han slutade nia på tiden 3.35,95. 
Han deltog även vid Olympiska sommarspelen 2008 där han blev nia på tiden 3.35,37.

## Personliga rekord
- 1 500 meter - 3.34,36